# Bucculatrix atagina
Bucculatrix atagina is een vlinder uit de familie ooglapmotten (Bucculatricidae). De wetenschappelijke naam is voor het eerst geldig gepubliceerd in 1876 door Wocke.
De soort komt voor in Europa.